# Espanya als Jocs Olímpics d'hivern de 2014
Espanya als Jocs Olímpics d'hivern de 2014 va estar representada als per vint esportistes (catorze homes i sis dones) que competiren en set esports. El portador de la bandera a la cerimònia d'obertura fou el patinador Javier Fernández i en la de clausura fou l'esquiadora de fons Laura Orgué. L'organisme responsable de l'equip olímpic fou el Comitè Olímpic Espanyol (COE), així com les dues federacions nacionals representants dels esports amb participació: la Federación Española de Deportes de Hielo i la Real Federación Española de Deportes de Invierno. L'equip olímpic espanyol no aconseguí cap medalla, però si dos diplomes olímpics un per a Javier Fernández per la quarta posició en Patinatge artístic Individual masculí el 14 de febrer; i l'altre per a Lucas Eguibar per la seva setena posició en Surf de neu en la modalitat de Camp a través masculí el 18 de febrer

## Esports
Dels 15 esports que el COI reconeix en els Jocs Olímpics d'hivern, l'equip espanyol va comptar amb representació en 7 mentre que en la resta no va obtenir la classificació.
| Núm.  | Esport             | Homes | Dones | Total |
| ----- | ------------------ | ----- | ----- | ----- |
| 1.    | Biatló             | 1     | 1     | 2     |
| 2.    | Esquí acrobàtic    | –     | 1     | 1     |
| 3.    | Esquí alpí         | 4     | 1     | 5     |
| 4.    | Esquí de fons      | 2     | 1     | 3     |
| 5.    | Patinatge artístic | 3     | 1     | 4     |
| 6.    | Surf de neu        | 3     | 1     | 4     |
| 7.    | Tobogan            | 1     | –     | 1     |
| Total | Total              | 14    | 6     | 20    |

## Biatló
Vegeu Biatló als Jocs Olímpics d'hivern de 2014
| Esportista      | Esdeveniment        | Temps   | Penalitzacions (P+S) | Posició |
| --------------- | ------------------- | ------- | -------------------- | ------- |
| Víctor Lobo     | Esprint masculí     | 28:53.3 | 4 (4+0)              | 84      |
| Víctor Lobo     | Individual masculí  | 57:22.8 | 3 (0+2+0+1)          | 72      |
| Victoria Padial | Esprint femení      | 23:21.5 | 1 (0+1)              | 52      |
| Victoria Padial | Individual femení   | 50:48.5 | 3 (1+0+1+1)          | 54      |
| Victoria Padial | Persecució femenina | 34:30.3 | 2 (1+0+0+1)          | 46      |

## Esquí acrobàtic
Vegeu Esquí acrobàtic als Jocs Olímpics d'hivern de 2014
| Esportista      | Esdeveniment  | Ronda preliminar | Ronda preliminar | Ronda preliminar | Ronda preliminar | Final            | Final            | Final            | Final            |
| Esportista      | Esdeveniment  | Mànega 1         | Mànega 2         | Millor           | Posició          | Mànega 1         | Mànega 2         | Millor           | Posició          |
| --------------- | ------------- | ---------------- | ---------------- | ---------------- | ---------------- | ---------------- | ---------------- | ---------------- | ---------------- |
| Katia Griffiths | Migtub femení | 54,40            | 56,60            | 56,60            | 16               | No es classificà | No es classificà | No es classificà | No es classificà |

## Esquí alpí
Vegeu Esquí alpí als Jocs Olímpics d'hivern de 2014

### Masculí
| Esportista        | Esdeveniment   | Mànega 1 | Mànega 1 | Mànega 2 | Mànega 2 | Total         | Total         |
| Esportista        | Esdeveniment   | Temps    | Posició  | Temps    | Posició  | Temps         | Posició       |
| ----------------- | -------------- | -------- | -------- | -------- | -------- | ------------- | ------------- |
| Pol Carreras      | Eslàlom        | No acabà | No acabà | No acabà | No acabà | No acabà      | No acabà      |
| Pol Carreras      | Eslàlom gegant | No acabà | No acabà | No acabà | No acabà | No acabà      | No acabà      |
| Paul de la Cuesta | Combinada      | 1:56.22  | 26       | 55.84    | 23       | 2:52.06       | 22            |
| Paul de la Cuesta | Descens        |          |          |          |          | 2:09.46       | 28            |
| Paul de la Cuesta | Eslàlom gegant | 1:27.13  | 45       | 1:26.13  | 33       | 2:53.26       | 36            |
| Paul de la Cuesta | Super gegant   |          |          |          |          | No acabà      | No acabà      |
| Àlex Puente       | Eslàlom        | 53.73    | 48       | 1:05.72  | 32       | 1:59.45       | 32            |
| Àlex Puente       | Eslàlom gegant | No acabà | No acabà | No acabà | No acabà | No acabà      | No acabà      |
| Ferran Terra      | Combinada      | 1:57.23  | 34       | 56.31    | 26       | 2:53.54       | 25            |
| Ferran Terra      | Descens        |          |          |          |          | 2:11.43       | 34            |
| Ferran Terra      | Eslàlom gegant | No acabà | No acabà | No acabà | No acabà | No acabà      | No acabà      |
| Ferran Terra      | Super Gegant   |          |          |          |          | Desqualificat | Desqualificat |

### Femení
| Esportista    | Esdeveniment | Mànega 1 | Mànega 1 | Mànega 2 | Mànega 2 | Total    | Total    |
| Esportista    | Esdeveniment | Temps    | Posició  | Temps    | Posició  | Temps    | Posició  |
| ------------- | ------------ | -------- | -------- | -------- | -------- | -------- | -------- |
| Carolina Ruiz | Descens      |          |          |          |          | No acabà | No acabà |
| Carolina Ruiz | Super gegant |          |          |          |          | No acabà | No acabà |

## Esquí de fons
Vegeu Esquí de fons als Jocs Olímpics d'hivern de 2014
Distància
| Esportista       | Esdeveniment    | Clàssic | Clàssic | Estil lliure | Estil lliure | Final     | Final      | Final   |
| Esportista       | Esdeveniment    | Temps   | Posició | Temps        | Posició      | Temps     | Diferència | Posició |
| ---------------- | --------------- | ------- | ------- | ------------ | ------------ | --------- | ---------- | ------- |
| Javier Gutiérrez | 15 km masculins |         |         |              |              | 43:43.9   | +5:14.2    | 63      |
| Javier Gutiérrez | 30 km masculins | 39:30.4 | 53      | 36:30.6      | 60           | 1:16:01.0 | +7:45.6    | 58      |
| Javier Gutiérrez | 50 km masculins |         |         |              |              | 1:53:02.5 | +6:07.3    | 47      |
| Imanol Rojo      | 15 km masculins |         |         |              |              | 42:45.4   | +4:15.7    | 50      |
| Imanol Rojo      | 30 km masculins | 39:05.5 | 50      | 34:35.4      | 47           | 1:13:40.5 | +5:25.0    | 50      |
| Imanol Rojo      | 50 km masculins |         |         |              |              | 1:49:21.9 | +2:26.7    | 33      |
| Laura Orgué      | 10 km femenins  |         |         |              |              | 30:48.0   | +2:30.2    | 28      |
| Laura Orgué      | 15 km femenins  | 20:41.7 | 28      | 20:40.8      | 20           | 40:46.5   | +2:12.9    | 25      |
| Laura Orgué      | 30 km femenins  |         |         |              |              | 1:12:37.3 | +1:32.1    | 10      |

Esprint
| Esportista  | Esdeveniment    | Ronda preliminar | Ronda preliminar | Quarts de final  | Quarts de final  | Semifinals       | Semifinals       | Final            | Final            |
| Esportista  | Esdeveniment    | Temps            | Posició          | Temps            | Posició          | Temps            | Posició          | Temps            | Posició          |
| ----------- | --------------- | ---------------- | ---------------- | ---------------- | ---------------- | ---------------- | ---------------- | ---------------- | ---------------- |
| Imanol Rojo | Esprint masculí | 3:48.44          | 60               | No es classificà | No es classificà | No es classificà | No es classificà | No es classificà | No es classificà |

## Patinatge artístic
Vegeu Patinatge artístic als Jocs Olímpics d'hivern de 2014
| Esportista              | Esdeveniment       | Programa curt | Programa curt | Programa lliure  | Programa lliure  | Total            | Total            | Total |
| Esportista              | Esdeveniment       | Punts         | Posició       | Punts            | Posició          | Punts            | Posició          |       |
| ----------------------- | ------------------ | ------------- | ------------- | ---------------- | ---------------- | ---------------- | ---------------- | ----- |
| Javier Fernández        | Individual masculí | 86,98         | 3 Q           | 166,94           | 5                | 253,92           | 4                |       |
| Javier Raya             | Individual masculí | 59,76         | 25            | No es classificà | No es classificà | No es classificà | No es classificà |       |
| Sara Hurtado Adrià Díaz | Dansa              | 58,58         | 12 Q          | 88,39            | 13               | 146,97           | 13               |       |

## Surf de neu
Vegeu Surf de neu als Jocs Olímpics d'hivern de 2014
Migtub
| Esportista        | Esdeveniment | Ronda preliminar | Ronda preliminar | Ronda preliminar | Ronda preliminar | Semifinals | Semifinals | Semifinals | Semifinals | Final    | Final    | Final  | Final   |
| Esportista        | Esdeveniment | Mànega 1         | Mànega 2         | Millor           | Posició          | Mànega 1   | Mànega 2   | Millor     | Posició    | Mànega 1 | Mànega 2 | Millor | Posició |
| ----------------- | ------------ | ---------------- | ---------------- | ---------------- | ---------------- | ---------- | ---------- | ---------- | ---------- | -------- | -------- | ------ | ------- |
| Queralt Castellet | Femení       | 93,25            | 52,00            | 93,25            | 2 Q              |            |            |            |            | 61,75    | 55,25    | 61,75  | 11      |

Camp a través
| Esportista       | Esdeveniment | Ronda preliminar | Ronda preliminar | Vuitens de final | Quarts de final  | Semifinals         | Final / FC       | Final / FC |
| Esportista       | Esdeveniment | Temps            | Posició          | Posició          | Posició          | Posició            | Posició          | Resultat   |
| ---------------- | ------------ | ---------------- | ---------------- | ---------------- | ---------------- | ------------------ | ---------------- | ---------- |
| Lucas Eguibar    | Masculí      | Suspesa          | Suspesa          | 1 Q              | 1 Q              | Desqualificat / FB | 1                | 7          |
| Regino Hernández | Masculí      | Suspesa          | Suspesa          | 2 Q              | No acabà         | No es classificà   | No es classificà | =21        |
| Laro Herrero     | Masculí      | Suspesa          | Suspesa          | 5                | No es classificà | No es classificà   | No es classificà | =33        |

## Tobogan
Vegeu Tobogan als Jocs Olímpics d'hivern de 2014
| Esportista      | Esdeveniment | Mànega 1 | Mànega 1 | Mànega 2 | Mànega 2 | Mànega 3 | Mànega 3 | Mànega 4         | Mànega 4         | Total   | Total   | Total |
| Esportista      | Esdeveniment | Temps    | Posició  | Temps    | Posició  | Temps    | Posició  | Temps            | Posició          | Temps   | Posició |       |
| --------------- | ------------ | -------- | -------- | -------- | -------- | -------- | -------- | ---------------- | ---------------- | ------- | ------- | ----- |
| Ander Mirambell | Masculí      | 58.58    | 26       | 58.72    | 26       | 58.80    | 26       | No es classificà | No es classificà | 2:56.10 | 26      |       |